# C13H13NO2
化学式C13H13NO2（摩尔质量：215.25 g/mol）可能指：
- 3-(2-萘基)丙氨酸，混合CAS号：14108-60-2 
  - D-异构体，CAS号：76985-09-6 ，盐酸盐CAS号：122745-11-3 
  - L-异构体，CAS号：58438-03-2 ，盐酸盐CAS号：122745-12-4
- DragonFLY，CAS号：260809-94-7

|  | 这个同类索引页列出了具有相同分子式的化学物（即同分異構體）条目。 除非您是有意链接至本页，否则应将相应条目的内部链接指向正确的条目。 |